# Perfect Dark Zero
Perfect Dark Zero é um jogo eletrônico de tiro em primeira pessoa desenvolvido pela Rare e publicado pela Microsoft Game Studios. Foi lançado exclusivamente como um título de lançamento para o console Xbox 360 em 2005. O jogo é uma prequência de Perfect Dark originalmente lançado para Nintendo 64 em 2000. A história do jogo segue Joanna Dark, uma caçadora de recompensas trabalhando com seu pai e uma hacker de computador, enquanto ela se junta à agência do Carrington Institute para evitar que uma corporação rival ganhe a posse de um antigo artefato que dota indivíduos com poderes sobre-humanos.
Perfect Dark Zero apresenta um modo campanha que consiste em 14 missões que podem ser jogadas solo ou cooperativamente, e um modo multijogador onde no máximo 32 jogadores podem competir entre si em vários tipos de mata-mata e jogos baseados em objetivos. Os modos cooperativo e multijogador oferecem suporte a tela dividida, system link e o serviço on-line Xbox Live. O desenvolvimento do jogo durou cinco anos e foi originalmente planejado para ser lançado para GameCube e, posteriormente, para Xbox. Durante o desenvolvimento, vários recursos pretendidos foram cancelados para que o jogo pudesse ser lançado no Xbox 360.
Após o seu lançamento, Perfect Dark Zero vendeu mais de um milhão de cópias em todo o mundo e recebeu avaliações geralmente positivas dos críticos, que elogiaram seus gráficos e variados modos multijogador. No entanto, alguns críticos sentiram que o jogo não atendeu às expectativas, criticando seus aspectos de um jogador, como sua história e dublagem. Após o seu lançamento, o jogo passou a contar com conteúdo para download, expandindo seu modo multijogador com novos mapas e novos tipos de bots controlados por computador. Em 2015, o título foi incluído na compilação de jogos eletrônicos Rare Replay para Xbox One.

## Jogabilidade

A jogabilidade muda para uma perspectiva em terceira pessoa quando o jogador está no modo de cover. O HUD mostra o estado da vida de Joanna e a munição restante no pente de armas.

Perfect Dark Zero é um jogo eletrônico de tiro em primeira pessoa onde os jogadores controlam o personagem do jogador principalmente de uma perspectiva em primeira pessoa. O combate apresenta mecânicas como uma jogada de esquiva evasiva e um sistema de cover no qual a jogabilidade muda para uma perspectiva em terceira pessoa, permitindo que o jogador mire estrategicamente sem sofrer danos e esteja mais ciente dos arredores. Os jogadores não podem pular, mas têm a capacidade de escalar obstáculos automaticamente, desde que possam alcançá-los de maneira razoável. Também é possível subir escadas; ao fazer isso, a câmera muda para uma perspectiva em terceira pessoa. O jogador possui uma certa quantidade de vida que diminui à medida que é atacado por inimigos. A vida pode recarregar um pouco se o jogador sair da linha de fogo por alguns segundos, mas pode não necessariamente recarregar completamente dependendo de quanto dano o jogador sofreu.
Os jogadores podem carregar apenas um número limitado de armas, uma vez que o inventário apresenta um sistema de 4 slots em que pistolas portáteis individuais geralmente ocupam um slot de arma, enquanto armas pesadas como rifles de precisão ou lança-foguetes podem ocupar até três slots de arma. A velocidade de movimento do jogador também é alterada de acordo com o peso da arma que está segurando no momento. Além da função primária, todas as armas em Perfect Dark Zero possuem um ou dois modos de função adicionais que geralmente concedem ao jogador habilidades especiais. Por exemplo, o Rifle Shockwave possui uma função de raio-X que permite que o jogador veja os inimigos através das paredes, enquanto o Rifle Plasma tem uma função de camuflagem que torna o personagem do jogador invisível para os inimigos ao custo de sua carga de bateria. Algumas armas também apresentam funções secundárias menos ortodoxas. Por exemplo, a Laptop Gun pode ser implantada como uma arma de sentinela, enquanto o rifle de assalto SuperDragon pode lançar granadas saltitantes.

### Campanha
A campanha é dividida em 14 missões nas quais o jogador assume o papel de Joanna Dark. Cada missão possui uma série de objetivos que o jogador deve completar para progredir. Para avançar para a próxima missão, o jogador deve completar todos os objetivos primários, e se Joanna morrer ou falhar em um objetivo, o jogador deve começar a missão novamente. As missões também apresentam objetivos opcionais que não são necessários, mas aumentam a pontuação geral de conclusão do jogador. Alguns objetivos exigem que o jogador use vários dispositivos de alta tecnologia. Por exemplo, um dispositivo chamado Datathief permite que o jogador hackeie dispositivos eletrônicos, enquanto outro chamado Loctopus pode ser usado para abrir portas trancadas. Furtividade é um elemento importante da jogabilidade, já que o jogador geralmente possui a liberdade de matar os inimigos sem ser detectado por se esgueirar por trás deles. Ao contrário do Perfect Dark original, cada missão contém um único checkpoint no qual o jogador pode reiniciar se Joanna for morta ou perder além desse checkpoint. No entanto, os pontos de verificação são progressivamente removidos em configurações de dificuldade mais altas. Existem quatro configurações de dificuldade em que uma missão pode ser jogada: Agent, Secret Agent, Perfect Agent e uma extra chamada Dark Agent, que se torna disponível assim que o jogador completa o jogo inteiro na Perfect Agent. Conforme o jogador joga em dificuldades maiores, o jogo adiciona mais objetivos e torna os inimigos mais difíceis a fim de aumentar o desafio.
O jogo também oferece um modo cooperativo onde dois jogadores podem jogar juntos durante a campanha do jogo via tela dividida, system link ou através do serviço on-line Xbox Live. No modo cooperativo, as missões são ligeiramente alteradas para se adequar a ambos os jogadores. Por exemplo, algumas portas podem exigir que dois jogadores as abram. Além disso, em certas missões, o segundo jogador pode ocasionalmente começar longe do jogador principal e assumir o controle de um personagem aliado que é controlado pelo computador na campanha para um único jogador. O procedimento de respawn também é alterado substancialmente; por exemplo, se um jogador morrer, o outro terá que encontrar e reviver o cadáver do parceiro para trazê-lo de volta à vida.

### Multijogador
Além do modo campanha, Perfect Dark Zero apresenta um modo multijogador onde no máximo 32 jogadores podem competir em vários tipos de mata-mata e jogos baseados em objetivos via tela dividida, system link ou Xbox Live. Existem dois modos principais com suas próprias opções: DeathMatch e DarkOps. DeathMatch é um tipo de jogo padrão onde os jogadores aparecem em salas, coletam armas que estão disponíveis no mapa e continuam para o mapa verdadeiro. O objetivo geral do jogo é determinado pelo cenário que está sendo jogado. Os cenários variam de Killcount ou Team Killcount, onde o objetivo é matar tantos jogadores adversários quanto possível, a jogos baseados em objetivos, como Capture the Flag e Territorial Gains. DarkOps é um tipo de jogo de ritmo mais lento e apenas para equipes em que as armas devem ser compradas do estoque de créditos do jogador, com tais créditos sendo obtidos matando inimigos e completando objetivos. Os cenários neste modo incluem Eradication, onde a última equipe com qualquer membro vivo vence; Infection, em que os jogadores marcam pontos infectando outras pessoas ou sobrevivendo à infecção; Sabotage, onde vence a equipe que causar mais danos à propriedade da outra equipe; e Onslaught, onde uma equipe deve defender uma base enquanto a outra deve atacá-la.
Os jogadores podem escolher jogar um Deathmatch ou DarkOps por meio de uma classificação, onde serão combinados com outros jogadores usando um sistema chamado TrueSkill Matchmaking, ou podem preferir uma partida onde podem escolher seu jogo em uma lista de jogos hospedados por outros jogadores. Assim como o Perfect Dark original, esses jogos podem ser altamente personalizados e também podem incluir bots controlados por computador. Recursos como dificuldade e comportamento podem ser alterados para corresponder às preferências do jogador. Por exemplo, o bot Judge sempre ataca os jogadores líderes com a maior pontuação de mortes. Os jogadores também podem emitir comandos para eles, desde que estejam em suas respectivas equipes, como seguir ou manter a posição, e definir pontos de passagem para eles andarem. O jogo inclui por padrão seis mapas diferentes e cada um possui duas variantes; a única mudança é a colocação das bases. A maioria dos mapas são grandes, ideais para 32 jogadores ao mesmo tempo, com pequenas variantes para jogos de 4 a 16 jogadores.

## Enredo
Perfect Dark Zero se passa em 2020, onde uma grande porcentagem do mundo é controlada por empresas. As mais notáveis delas são a dataDyne, chefiada por Zhang Li, e o Carrington Institute, chefiado por Daniel Carrington. O jogador assume o papel de Joanna Dark, uma caçadora de recompensas que trabalha com seu pai Jack e a hacker de computador Chandra Sekhar. A equipe está atrás de Nathan Zeigler, um pesquisador independente que foi capturado por um líder da tríade de Hong Kong chamado Killian. Joanna e seu pai resgatam Zeigler, mas Killian consegue escapar. Zeigler explica que Killian estava tentando obter sua pesquisa, que contém informações sobre uma arma perigosa. Como Zeigler se recusa a ir a qualquer lugar sem sua pesquisa, Joanna é enviada para recuperá-lo de uma caixa em um esconderijo próximo. Zeigler então pega um dispositivo chamado neurodrive da caixa e o usa para implantar seus dados de pesquisa na mente de Jack. Antes de morrer devido aos ferimentos causados por Killian, Zeigler diz a Joanna e a seu pai que eles devem encontrar um cientista chamado Dr. Eustace Caroll.
Ao tentar escapar, Joanna e Jack são atacados por uma equipe de assalto da dataDyne assistida por Killian em um dropship. Joanna consegue matar Killian e escapar com Chandra, mas Jack é capturado pela dataDyne. Joanna fica sabendo que seu pai foi levado para uma mansão na China, onde Zhang Li mora. Joanna se infiltra na mansão e encontra seu pai em uma cela. Ele foi torturado e começa a falar com ela de forma incompreensível, um efeito colateral do neurodrive. Os dois lutam para sair do complexo, mas sua extração é interrompida pela filha de Zhang Li, Mai Hem, que mata Jack antes que Joanna escape em um aerodeslizador. Joanna e Chandra decidem seguir a liderança de Zeigler e procurar o Dr. Caroll, que trabalha a bordo de uma plataforma de pesquisa no Oceano Pacífico. Ao se encontrar com Joanna, Dr. Caroll usa um neurodrive para extrair os dados de Zeigler da memória de Joanna, que ela ganhou ao resgatar seu pai. Chandra então atira em Dr. Caroll, revelando que ela decidiu se juntar à dataDyne porque Zhang Li havia lhe feito uma grande oferta. Uma equipe de agentes do Carrington Institute salva Joanna, mas Chandra escapa.
Quando Joanna concorda em se juntar ao Carrington Institute para impedir a dataDyne, Carrington explica que Zeigler estava trabalhando em um algoritmo capaz de decodificar glifos extraterrestres em uma escavação na América do Sul. Viajando para o Peru, Joanna descobre que os glifos estão levando a dataDyne a procurar um artefato antigo que atua como uma fonte de energia para o Graal, um dispositivo que concede aos indivíduos poderes sobre-humanos. Joanna planta um dispositivo de rastreamento no artefato antes de entrar sorrateiramente em um dropship da dataDyne. O dropship a leva para a África, onde Zhang Li localizou o Graal enterrado sob as areias africanas. Enquanto o Carrington Institute inicia uma ofensiva na dataDyne, Joanna resgata vários agentes do Carrington Institute antes de vingar a morte de seu pai matando Mai Hem. Ela então se infiltra em uma arena e enfrenta Zhang Li, que despacha Chandra após usar o Graal. Após Joanna derrotar Zhang Li em uma batalha final, Carrington elogia seus esforços, dizendo que ela atingiu o status de "Perfect".

## Desenvolvimento
O desenvolvimento de Perfect Dark Zero começou no GameCube com uma equipe muito pequena de aproximadamente dez pessoas. Na época, a Nintendo tinha uma participação de 49% na Rare, tornando a empresa uma desenvolvedora secundária da Nintendo. De acordo com o designer-chefe Chris Tilston, "foi basicamente um protótipo, [e estávamos] descobrindo onde poderíamos ir e como poderíamos chegar lá". Quando a Rare foi comprada pela Microsoft em 2002, o projeto foi transferido para o console Xbox e o modo multijogador do jogo foi redesenhado para o Xbox Live. Tilston revelou que a certa altura eles chegaram a 50 jogadores on-line simultaneamente, mas o console "simplesmente não aguentava" os seus gráficos. Uma vez que a versão inicial do jogo empurrou "bastante" o hardware do Xbox original, o projeto foi finalmente transferido para o sucessor do Xbox, o Xbox 360. Tilston revelou que a versão original para Xbox estava "a cerca de 12 meses" de ser concluída quando a mudança ocorreu.
Inicialmente, o jogo tinha um estilo de anime pesado e Joanna Dark recebeu muitas alterações ao longo do processo de desenvolvimento. O diretor de arte Wil Overton explicou que eles "queriam trazê-la de volta ao modo como a Rare faz as coisas. [...] Nós meio que queríamos estilizá-la um pouco e torná-la mais icônica". No entanto, os designers finalmente decidiram reduzir um pouco o estilo do jogo. O Xbox 360 deu aos desenvolvedores mais possibilidades de incluir o que sempre quiseram e permitiu-lhes criar o modo cooperativo do jogo, que foi um dos primeiros que poderiam ser jogados via Xbox Live. Projetar o modo cooperativo na Xbox Live foi muito desafiador para os desenvolvedores. De acordo com Duncan Botwood, que foi responsável pela maior parte do modo multijogador, "foi um grande esforço colocá-lo, para ser honesto. Você tem que atender a uma série de eventualidades que você normalmente não consegue. Achamos que conseguimos e porque nós conseguimos, outras pessoas podem se sentir inspiradas a se esforçar, e achamos que isso é uma coisa boa".
Perfect Dark Zero também é um dos primeiros jogos a usar o motor de física HydraCore da Havok, que foi projetado especificamente para sistemas de jogos eletrônicos multi-core como o Xbox 360. O motor de renderização do jogo emprega tecnologias gráficas mais avançadas do que era possível na geração anterior do console, incluindo mapeamento de paralaxe, oclusão de ambiente, dispersão de subsuperfície e high dynamic range (HDR). A trilha sonora do jogo foi composta principalmente por David Clynick, que trabalhou com Grant Kirkhope na música do jogo original de Nintendo 64. O grupo MorissonPoe, de Nova Iorque, contribuiu com duas canções para a trilha — a música-tema de abertura "Glitter Girl (Evil Side)" e o tema dos créditos finais "Pearl Necklace" — enquanto que os DJs Kepi And Kat compuseram o tema da boate do jogo.
O modo de cover foi projetado para melhorar o aspecto furtivo do jogo, e a perspectiva em terceira pessoa foi necessária para permitir que os jogadores vissem o personagem que estavam jogando. A ideia de trazer o jogo para uma perspectiva total em terceira pessoa foi rejeitada porque a tomada "funciona melhor" na visão em primeira pessoa, explicou Tilston. Os desenvolvedores decidiram não incluir uma função de salto, pois sentiram que ia contra a natureza do gênero. Botwood apontou que pode "parecer estúpido quando você vê outros jogadores fazendo isso". Por esse motivo, a equipe implementou movimentos como escalar obstáculos ou, mais especificamente, o rolamento de combate, o que torna os jogadores mais difíceis de serem acertados, pois quebra a mira automática travada do jogo. A transição entre a visão em primeira e terceira pessoa com alguns movimentos deu muito trabalho para que eles não se tornassem desorientadores. Um rolamento em primeira pessoa foi implementado ao mesmo tempo, mas acabou sendo descartado.
Como Perfect Dark Zero foi planejado para ser um título de lançamento do Xbox 360, o último estágio de desenvolvimento foi muito desafiador e vários recursos tiveram que ser cancelados para que o jogo pudesse cumprir o prazo de lançamento. O número de jogadores em partidas multijogador teve que ser reduzido de 50 para 32, e um modo "dataDyne TV" que permitiria que os jogadores fizessem upload e assistissem partidas multijogador na Xbox Live foi eventualmente rejeitado. O desenvolvimento final para o Xbox 360 foi muito apressado. A ordem foi dada para produzir os discos cinco dias antes da certificação da Microsoft ser concluída. Mais tarde, a Rare afirmou que se sentia muito confiante de que seria aprovado, mas era um risco significativo produzir 700 mil discos se um bug fosse detectado. De acordo com Botwood, "muito poucas pessoas acreditaram que poderíamos realizar o lançamento, mas tudo veio junto a tempo e estava lá no primeiro dia".
O desenvolvimento real do jogo levou cinco anos para ser concluído e abrangeu três plataformas: o GameCube, o Xbox e o Xbox 360. Tilston comentou que, ao longo do desenvolvimento, a equipe percebeu como a indústria de jogos eletrônicos evoluiu à medida que o poder da computação e dos gráficos aumentava, e como jogos anteriores como GoldenEye 007 e Donkey Kong Country, onde seus custos de desenvolvimento eram mínimos, poderiam facilmente ser lucrativos com poucos programadores. Tilston também revelou que a equipe por trás de Perfect Dark Zero era composta por cerca de 25 pessoas durante a maior parte do projeto, que era "ridiculamente" pequena em comparação com os padrões da geração do Xbox 360, onde havia 100 ou 200 pessoas trabalhando em uma equipe. Apesar disso, Perfect Dark Zero lucrou quatro vezes mais dinheiro em relação ao seu custo de desenvolvimento.

## Divulgação e lançamento

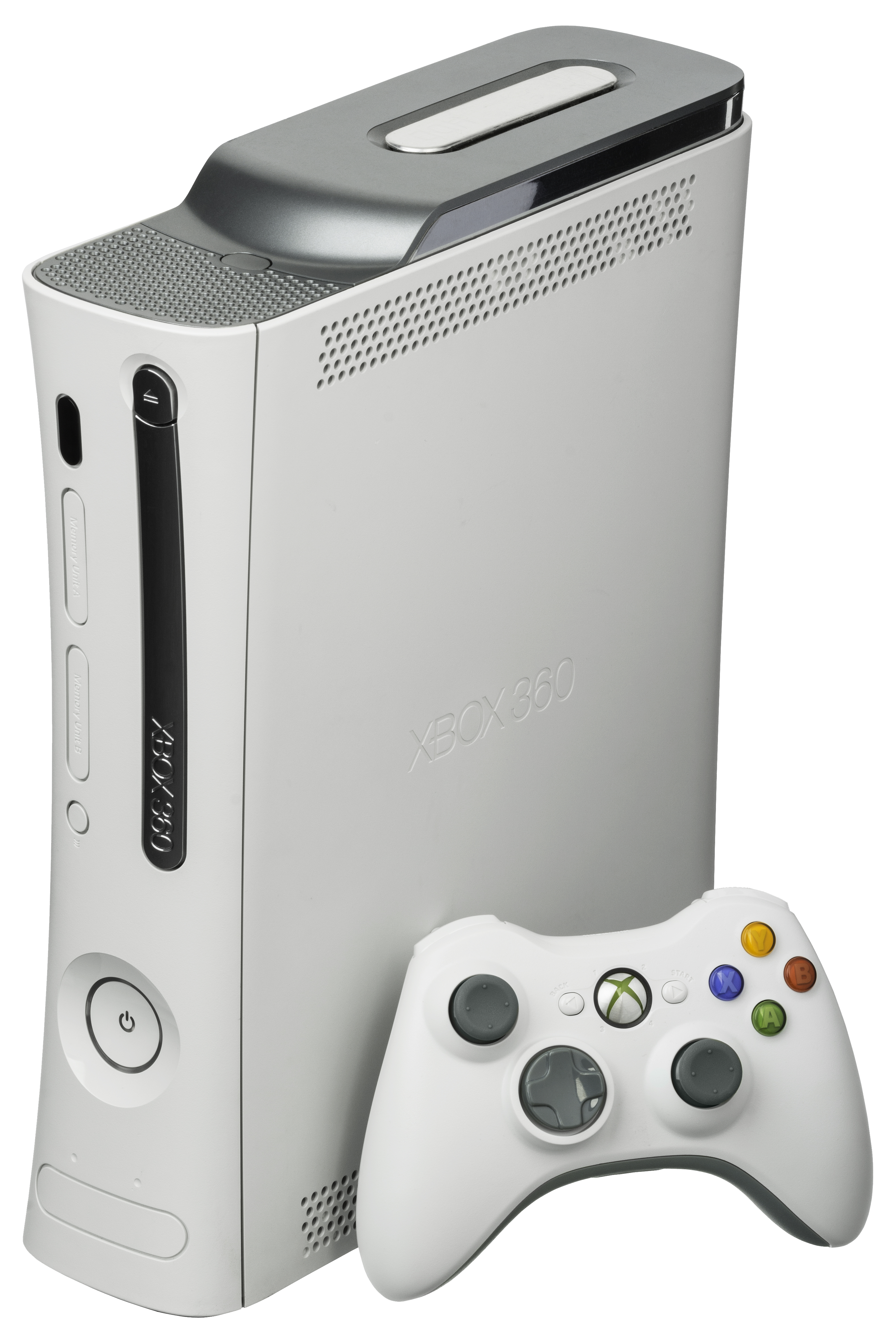
Perfect Dark Zero foi lançado como um título de lançamento para o Xbox 360.

Perfect Dark Zero foi insinuado pela primeira vez na Nintendo Space World em agosto de 2000, onde uma breve demonstração mostrou uma renderização 3D em tempo real de Joanna Dark. Alguns relatórios sugeriram ainda o desenvolvimento do jogo com a Rare aplicando como marca registrada os nomes "After Dark", "Perfect Dark Evolution" e a frase "Shot in the Dark". Na E3 2001, a Nintendo anunciou o título "Perfect Dark Zero" em uma lista dos próximos lançamentos do GameCube, mas tal lista foi rapidamente removida. Em janeiro de 2002, foi relatado que Perfect Dark Zero havia sido adiado até pelo menos 2004 devido a problemas internos da equipe da Rare. Quando a Rare foi comprada pela Microsoft em setembro de 2002, várias imagens de Joanna Dark foram lançadas, mas poucos outros anúncios oficiais foram feitos nos anos seguintes.
Em maio de 2005, uma das retribuições da campanha de marketing viral da OurColony para o Xbox 360 foi uma nova imagem de Joanna Dark. Na revelação oficial do Xbox 360, foi anunciado que Perfect Dark Zero seria um título de lançamento para o novo console em novembro de 2005. Uma demonstração foi mostrada na E3 2005 logo depois. Antes de seu lançamento, a Microsoft fez um acordo com a Tor Books para produzir romances ambientados no universo de Perfect Dark. Uma série de quadrinhos de seis edições escrita por Eric Trautmann e ilustrada pela Cold FuZion Studios também foi anunciada. Na mesma época, Joanna Dark fez uma aparição na capa da revista FHM. Um álbum de trilha sonora oficial com uma seleção de músicas do jogo foi produzido por Nile Rodgers e lançado em 8 de novembro de 2005 pela Sumthing Else Music Works.
Perfect Dark Zero foi lançado pela primeira vez na América do Norte em 22 de novembro de 2005. O jogo esteve jogável no evento Xbox 360 Zero Hour Launch, junto com Kameo: Elements of Power da Rare, e Call of Duty 2 da Activision. O lançamento europeu ocorreu em 2 de dezembro de 2005, enquanto que a versão japonesa foi lançada em 10 de dezembro de 2005. Na Europa, a Microsoft organizou uma festa simulando um apartamento como a casa de Joanna, onde vários jornalistas puderam jogar o Xbox 360. Durante o fim de semana de lançamento japonês, Perfect Dark Zero se tornou o segundo jogo de Xbox 360 mais vendido, com cerca de 15 mil unidades vendidas, atrás de Ridge Racer 6 da Namco. As edições padrão e de colecionador limitadas do jogo foram disponibilizadas para compra. A edição de colecionador incluiu um disco com conteúdo dos bastidores, uma capa de cor preta metálica, um livreto de quadrinhos de edição especial que define o cenário para o jogo e um dos nove cartões colecionáveis holográficos. Até outubro de 2006, Perfect Dark Zero vendeu mais de um milhão de cópias em todo o mundo, eventualmente se juntando à seleção de jogos "Platinum Hits" da Microsoft.
Em 2015, Perfect Dark Zero foi incluído na compilação de jogos eletrônicos Rare Replay para o Xbox One. Em 2019, o jogo recebeu aprimoramentos no Xbox One, incluindo resoluções mais altas, taxas de quadros mais rápidas e texturas aprimoradas.

### Conteúdo paradownload
Quando o jogo foi lançado, novos cenários para múltiplos jogadores e um modo Counter-Operative semelhante ao do Perfect Dark original foram originalmente planejados para serem lançados como conteúdos para download (DLCs). O designer Duncan Botwood esclareceu mais tarde que era improvável que isso acontecesse devido a problemas técnicos. De acordo com ele, "seria necessário muito trabalho de base para ser estabelecido no código de IA do núcleo, o que significava que era improvável que estivesse disponível como conteúdo para download pós-lançamento". Ele também observou que o modo Counter-Operative foi planejado durante o desenvolvimento do jogo, mas a ideia foi descartada devido à pressão para cortar o conteúdo planejado. Em maio de 2006, uma atualização automática foi disponibilizada na Xbox Live, responsável por corrigir alguns bugs e adicionar novas opções multijogador ao jogo. As correções de bugs incluíam um código para prevenir um problema contínuo em que os jogadores podiam andar pelo ar, um problema em que algumas armas podiam fazer uso de fogo rápido e um glitch na saída do mapa, entre outros. As novas opções multijogador forneceram sete novos tipos de bots e a capacidade de usá-los em partidas DarkOps, uma vez que os bots tinham apenas uma variante de IA e só estavam disponíveis em cenários DeathMatch quando o jogo foi lançado.
Uma demo jogável do jogo foi disponibilizado gratuitamente na Xbox Live Marketplace pouco depois. A demo incluiu uma missão de campanha que poderia ser jogada em modo solo ou cooperativamente, e um novo mapa multijogador. Um pacote de mapas multijogador, chamado "Perfect Dark Zero Map Pack One", foi lançado em 7 de junho de 2006, contendo o novo mapa multijogador da demo, bem como três outros novos mapas para adicionar aos seis originais do jogo. Ao contrário dos mapas originais, os novos mapas possuem apenas uma variante em vez de duas. Em 31 de outubro de 2006, a Rare revelou uma edição especial de platina de Perfect Dark Zero, apresentando o primeiro pacote de mapas e dois mapas adicionais como extras. Os dois novos mapas foram posteriormente lançados gratuitamente em um pacote chamado "Perfect Dark Zero Map Pack Two". Esses mapas são versões atualizadas dos mapas de Felicity e Ruins do Perfect Dark original. O pacote foi lançado em 1 de novembro de 2006 para membros Gold e em 8 de novembro de 2006 para membros Silver.

## Recepção
Perfect Dark Zero recebeu avaliações geralmente favoráveis da crítica. Escrevendo para a GameSpot, Greg Kasavin sentiu que Perfect Dark Zero "campeia o Xbox 360 com sua excelente variedade de tipos de modos para um e múltiplos jogadores, bem como sua incrível boa aparência e ação dinâmica e intensa". Ele concluiu que o jogo "oferece quase tudo que você poderia esperar de um jogo de tiro em primeira pessoa". Charles Onyett, da IGN, elogiou o valor de rejogabilidade do jogo, mas também criticou seus aspectos de um jogador, como a inteligência artificial fraca dos inimigos, comentando que "eles nunca exibem qualquer tática de assalto avançada".
Os gráficos foram destacados positivamente. Kasavin ficou impressionado com a quantidade de efeitos de iluminação e desfoque de movimento, e observou que a "excelente animação dos personagens ajuda a fazer com que as armas pareçam tão poderosas quanto parecem". Bryn Williams, da GameSpy, denotou os gráficos como uma "visão impressionante do que o hardware do 360 é capaz", mas também admitiu que a animação "é um pouco lenta e às vezes cria uma sensação indesejável de desenho animado". A IGN creditou os atraentes modelos de armas, explosões e vistas extensas, mas sentiu que algumas áreas como as Ruínas da América do Sul podem parecer desnecessariamente muito brilhantes. Kasavin disse que o áudio do jogo conta com "efeitos de arma de golpe pesado [e] trilha sonora fantástica e temperamental que dá a cada missão seus próprios ritmos pulsantes".
As armas do jogo foram muito bem recebidas. A Edge elogiou seu peso, alegando que cada arma incentiva o jogador a se tornar estratégico com suas funções secundárias. Os críticos, em certa parte, concordaram que o sistema de rolamento e cover funcionou bem e que eles não se sentiram dominados, mas alguns criticaram o fato de que os jogadores precisam estar em um local específico para usar o modo de cover. Os revisores consideraram a história e a dublagem fracas. A IGN disse que é quase impossível não notar o quão "ridiculamente ruim é", e que muitas reviravoltas na trama são apresentadas e nunca resolvidas, mas também admitiu que isso realmente não influencia na jogabilidade. O revisor da GameCritics, Mike Bracken, comentou: "É sempre triste quando há dublagem em um jogo e fico constrangido com os dubladores". No entanto, a GameSpot acrescentou que os efeitos sonoros da arma e a trilha sonora "facilmente abafam isso".
As publicações avaliaram bem o aspecto cooperativo do jogo. Kristan Reed, da Eurogamer, elogiou o fato de que as missões foram "projetadas com o modo cooperativo em mente". Ele notou que, por exemplo, a terceira fase "tem Joanna dando cobertura para seu pai, Jack, enquanto ele salta de um ponto da fase para outro. Na campanha para um jogador, Jack [é controlado por computador], mas o modo cooperativo permite que você assuma o controle direto de suas ações, tornando a experiência muito mais envolvente em todos os aspectos". As partidas multijogador de Perfect Dark Zero foram amplamente bem recebidas. A GameSpot afirmou que "a excelente seleção de armas, flexibilidade de opções, mapas de alta qualidade e desempenho on-line suave ... tornam um jogo de tiro competitivo sólido como uma rocha". A IGN declarou prós semelhantes, chamando-o de "enorme". O revisor da 1UP.com, Che Chou, também elogiou o modo multijogador, mas observou que "desviar constantemente para evitar o fogo inimigo de perto [...] combinado com a velocidade de movimento excepcionalmente lenta de seu personagem [...] pode ocasionalmente ser altamente frustrante para iniciantes".
Apesar das críticas sólidas, várias publicações observaram que Perfect Dark Zero não atendeu às expectativas. De acordo com a GameCritics, "a Rare levou toda uma geração de consoles para fazer isso [...] e a espera realmente não valeu a pena". A Game Informer achou o jogo nada assombroso, analisando-o com o slogan "Não acredite no hype". Em uma análise positiva, a GameSpy elogiou Perfect Dark Zero por fazer muitas coisas boas, mas reconheceu que não era um aplicativo matador. A Edge disse que o jogo "fica aquém", especialmente quando comparado com Halo: Combat Evolved, um bem-sucedido jogo de tiro em primeira pessoa que foi lançado como um título de lançamento para o Xbox original. Na Spike Video Game Awards 2005, Perfect Dark Zero foi indicado para "Melhor Trilha Sonora Original" e "Melhor Jogo de Ação em Primeira Pessoa", enquanto que Joanna Dark foi nomeada para "Cyber Vixen do Ano". Nos prêmios Melhores de 2005 da IGN, Perfect Dark Zero venceu como "Melhor Jogo Multiplayer Offline" e "Melhor Jogo para Xbox Live" nas categorias do Xbox 360, e foi indicado para "Melhor Jogo de Tiro em Primeira Pessoa", também nas categorias do Xbox 360. Da mesma forma, nos prêmios Melhores de 2005 da GameSpot, o jogo foi indicado para "Melhor Música Original", "Melhor Jogo Multiplayer", "Melhor Jogo de Tiro" e "Melhor Jogo de Xbox 360".